# Hroch (film)
Hroch je český film režiséra Karla Steklého z roku 1973. Jedná se o prorežimně orientovanou satiru na události pražského jara s prvky absurdního humoru.
Hlavní roli hrocha zde „hrála“ atrapa, vytvořená podle hrošice Zuzanky z pražské ZOO, pouze v několika záběrech si zahrála i živá Zuzanka.
Ve filmu bylo zesměšněno několik významných osobností pražského jara, především Eduard Goldstücker, Alexander Dubček (podle jiných názorů Josef Smrkovský), Pavel Kohout nebo Marta Kubišová.
Z hlediska scénáře, režie, hereckých výkonů i politického vyznění se jedná o jeden z nejhorších filmů v dějinách české kinematografie. Na nevalné hodnotě tohoto filmu se shodla filmová kritika i diváci, nelíbil se ani oficiálním místům a byl po krátké době stažen z kin.